# BeIA
BeIA é um sistema operacional derivado do BeOS para dispositivos portáteis e sistemas embutidos. Foi lançado pela Be Incorporated em 2000 e logo despertou interesse da industria por ser de fácil porte e ter seu código bem desenvolvido. Interessada pela tecnologia, a Palm, Inc. adquiriu toda a estrutura da empresa Be com o intuito de usar o BeIA em seus dispositivos e licenciá-lo a demais empresas interessadas.

## Lista de dispositivos que utilizam o BeIA
- Sony eVilla
- Compaq IA-1
- HARP
- ProView iPAD
- DT Research DT-300